# Боски Сант'Ана
Бо̀ски Сант'А̀на (на италиански: Boschi Sant'Anna; на венециански: Sant'Ana, СантАна) е село и община в Северна Италия, провинция Верона, регион Венето. Разположено е на 12 m надморска височина. Населението на общината е 1431 души (към 2015 г.).